# Krafla
Krafla è una caldera di circa 10 km e con una fenditura lunga 90 km situata nel nord dell'Islanda nella regione di Mývatn. Il suo picco più alto misura 818 m, ha eruttato 29 volte ed è profonda 2 km.
Krafla include uno dei due più famosi crateri Víti con un lago all'interno, l'altro si trova nell'Askja (Víti in islandese significa inferno).
Krafla comprende anche l'area geotermale di Hverir, lungo la Hringvegur sul passo di Námaskarð del monte Námafjall, con vulcani di fango e fumarole attivi.
Tra il 1724 e il 1729 si ebbe il fenomeno dei fuochi di Mývatn causati dalla fuoriuscita di alcuni sfoghi dalla fenditura, fontane di lava si videro nel sud dell'isola e una colata lavica distrusse tre fattorie vicine al villaggio di Reykjahlid, tuttavia nessuno rimase ferito.
Nel 1977 è stata costruita una centrale elettrica da 60 MW per sfruttare l'energia geotermica.

## Galleria d'immagini

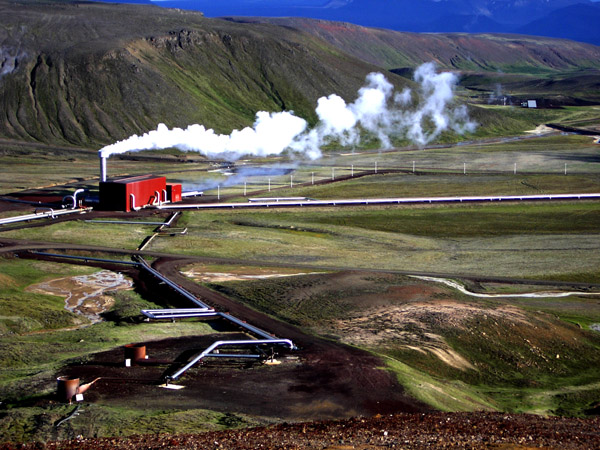
Centrale geotermica di Krafla
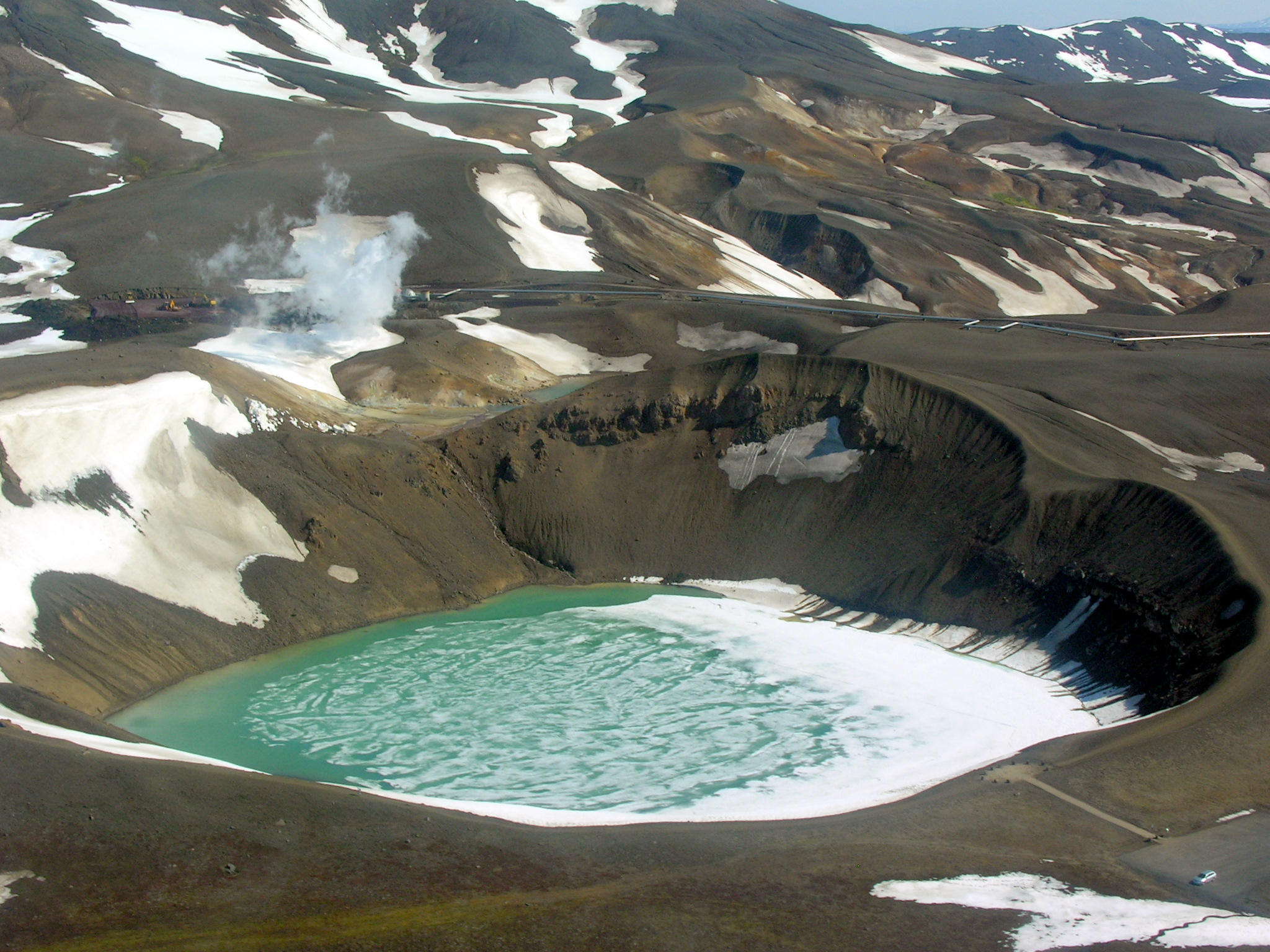
Caldera del Viti del Krafla
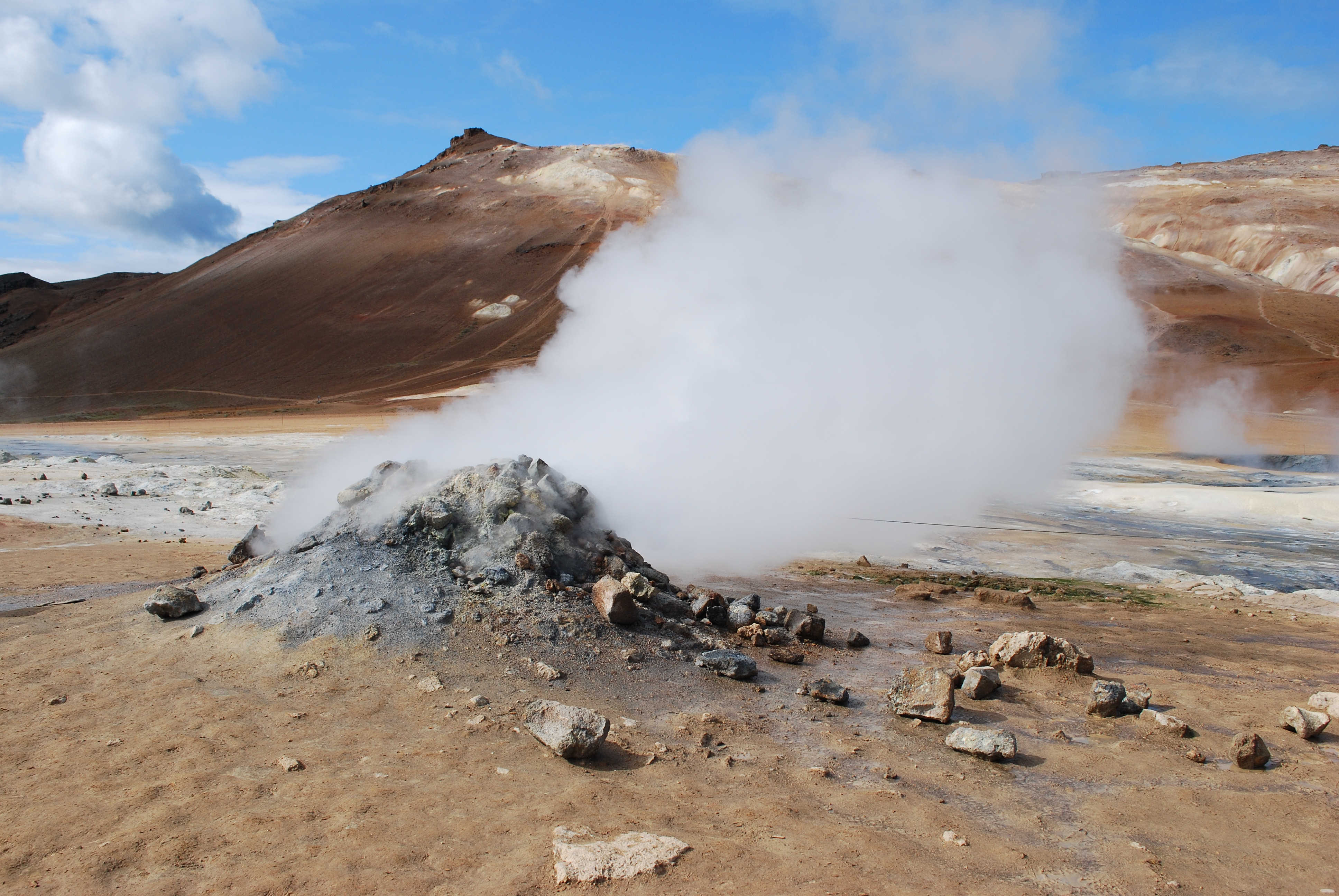
Sorgente di vapore a Hverir
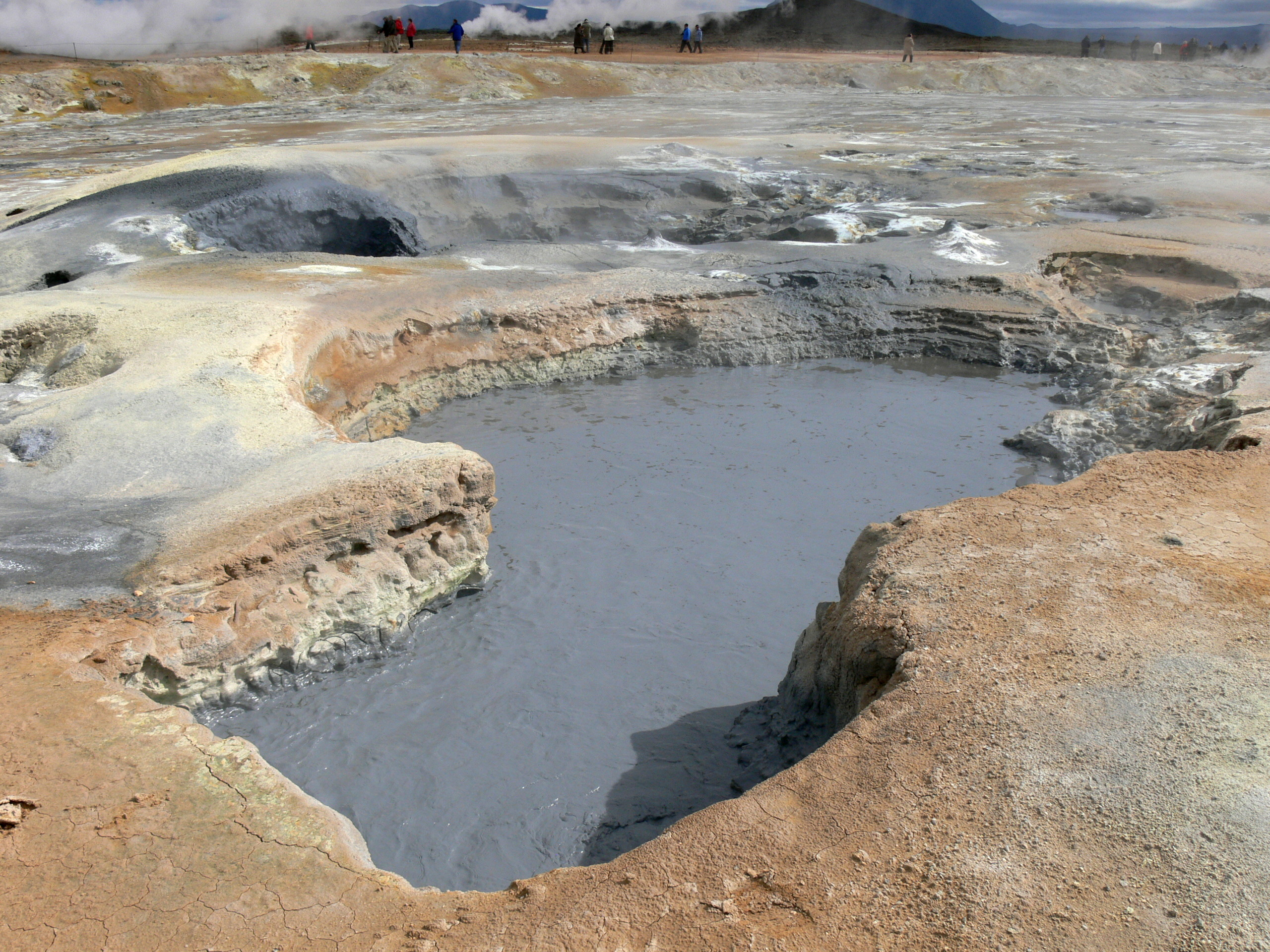
Fanghi in ebollizione a Hverir